# Ángel Viñas
Ángel Viñas Martín (Madrid, 2 de marzo de 1941) es un economista,  historiador y diplomático español, especializado en la guerra civil española y el franquismo.
Doctor en Ciencias Económicas, se formó en Madrid, en la Universidad de Hamburgo, en la de Glasgow y en la Libre de Berlín. Ha sido catedrático de Economía Aplicada y de Historia en distintas universidades (Valencia, Alcalá de Henares, UNED y Complutense), así como profesor de la Escuela Diplomática y miembro de la junta de gobierno de la misma. Fue premio extraordinario en la licenciatura y en el doctorado en Ciencias Económicas en la Universidad de Madrid y accésit al Premio Nacional Fin de Carrera.

## Biografía
Ingresó por oposición en el Cuerpo Superior de Técnicos Comerciales y Economistas del Estado en 1968, con el número uno de su promoción. Tras unos meses en el Ministerio de Comercio, como jefe de sección de las zonas de librecambio, pasó a puestos de libre designación o confianza: al Fondo Monetario Internacional en Washington (1969-70) y como tercer consejero comercial (entonces agregado comercial) a la embajada en Bonn (1971-1973). Este último año defendió su tesis doctoral sobre los antecedentes económicos, políticos y comerciales de la intervención alemana en la Guerra Civil. Enrique Fuentes Quintana, director del Instituto de Estudios Fiscales y futuro vicepresidente del Gobierno, le encargó en 1974 el estudio del asunto del Oro de Moscú. El libro El oro español en la guerra civil (Instituto de Estudios Fiscales, 1976) fue retenido por la Secretaría General Técnica del Ministerio de Hacienda, a instancias del de Exteriores, y no se desbloqueó hasta el año siguiente, tras las primeras elecciones democráticas. Posteriormente siguió investigando sobre el tema y fue uno de los primeros historiadores españoles en trabajar en los archivos de la extinta Unión Soviética para situar la operación de venta del oro en el contexto de la internacionalización de la guerra civil. Pese a su participación en la oposición al franquismo y la significación de algunos de sus compañeros, dicha experiencia le llevó a no contemplar su ingreso en el principal partido organizador de dicha oposición, el Partido Comunista de España. En su carrera universitaria ingresó en el cuerpo de catedráticos de universidad en 1975 y enseñó en las universidades de Valencia, Alcalá de Henares y UNED (donde fue vicerrector de investigación). Fue también vicerrector de la Universidad Internacional Menéndez Pelayo. En 1982 fue nombrado catedrático de Economía Aplicada en la Universidad Complutense en la que previamente había sido ayudante del mencionado Fuentes Quintana, de José Luis Sampedro y de Rafael Martínez Cortiña.
Antes de la incorporación de España a la Unión Europea en 1986, ocupó el puesto de asesor ejecutivo de los ministros de Asuntos Exteriores Fernando Morán López y Francisco Fernández Ordóñez, y luego pasó a distintos cargos diplomáticos en las instituciones europeas entre los que destaca el de embajador jefe de la Delegación de la Unión Europea ante Naciones Unidas, en Nueva York. En Bruselas ha sido, también en la Comisión, director general  para Asia y América Latina, así como de democratización, relaciones multilaterales, seguridad y derechos humanos. Posteriormente fue consejero económico y comercial de la Representación Permanente española ante la UE. 
En su faceta de historiador, ha desarrollado una amplia producción sobre Europa, y singularmente España, en especial el periodo comprendido entre la Segunda República Española —defendiendo la actuación durante la guerra de Juan Negrín y el PCE— y la Transición. En 1979 publicó Política comercial exterior en España (1931-1975), para celebrar el cincuenta aniversario del Banco Exterior de España. La obra, escrita con otros autores, le permitió acceder desde 1976 a los archivos de la relevante Administración del franquismo. Uno de sus descubrimientos, no económico, fue la cláusula de activación de las bases norteamericanas en España, hasta entonces mantenida en el más estricto secreto. Las relaciones hispano-norteamericanas que condujeron a los Pactos de Madrid las exploró en un libro aparecido en 1981. Reanudó su carrera como historiador a partir de 2001. Fue el primer funcionario español en escribir un relato sobre las políticas de la Unión Europea en que había participado y lo insertó en la crisis de la Comisión Santer. Sus papeles los legó al Archivo Histórico de la UE en Florencia. En esta segunda etapa hizo descubrimientos fundamentales como el compromiso italiano en apoyar a los conspiradores del 18 de julio de 1936 antes de que estallara la guerra civil. O la reconstrucción de la carrera diplomática republicana en el conflicto. Tras su trilogía sobre la guerra civil, en la que conjugó documentación de una docena de archivos españoles y extranjeros, pasó a estudiar el comportamiento de Franco en aspectos muy controvertidos, desde su discutida participación en la muerte del general Balmes el 16 de julio de 1936 hasta los procedimientos que utilizó para hacerse con una considerable fortuna personal.
En sus últimos libros ha documentado la colaboración de la Italia fascista en la preparación del golpe de Estado que inició la guerra civil, al frente del cual estaban el teniente general José Sanjurjo y el diputado José Calvo Sotelo. En el periódico digital InfoLibre en 2021 y 2022 ha publicado en 17 entregas sucesivas el trasfondo explicativo de por qué Franco no consiguió la Cruz Laureada de San Fernando en la acción de guerra del Biutz en julio de 1916. Ha sido el primer historiador en acceder a lo que queda del juicio contradictorio que se le incoó y a su expediente personal.
Miembro del PSOE, el 16 de febrero de 2010 se le concedió la Gran Cruz de la Orden del Mérito Civil. Tiene otras condecoraciones españolas y extranjeras. Es hijo adoptivo de la ciudad de Las Palmas de Gran Canaria y premio Gernika por la paz y la reconciliación.
En noviembre de 2010 es designado por el Ministerio de Cultura vocal del Patronato del Centro Documental de la Memoria Histórica. Ha sido prorrogado en varias ocasiones hasta la actualidad. En 2017 fue investido como doctor honoris causa por la Universidad de Alicante. Catedrático emérito en la Universidad Complutense de Madrid, es expresidente de la Asociación Española de Historia Militar (ASEHISMI). Desde enero de 2014 mantiene un blog sobre temas de historia, en Editorial Crítica, en el que publica regularmente con la intención de revelar lo que hay detrás de ciertos mitos que todavía pasan por historia.
El 17 de septiembre de 2017 fue el segundo en la lista de profesores universitarios, tras Fernando Savater, que firmaron el manifiesto Parar el golpe. 500 profesores en defensa de la democracia constitucional que fue hecho público diez días después de que la mayoría independentista del Parlamento de Cataluña aprobara entre los días 6 y 7 de septiembre la Ley del referéndum de autodeterminación de Cataluña y la Ley de Transitoriedad, que rompían con la legalidad constitucional y estatutaria y que fueron inmediatamente suspendidas (y más tarde anuladas) por el Tribunal Constitucional. En el manifiesto se exigía al Gobierno de Mariano Rajoy que impidiera «la celebración de un falso “referéndum” ilegítimo e ilegal, poniendo a disposición de la justicia a los responsables de este atropello a la democracia y haciendo que recaiga sobre ellos todo el peso de la ley».

## Obras
- 1974 - La Alemania nazi y el 18 de julio. Alianza Editorial, Madrid. ISBN 978-84-206-2081-7 ISBN 84-206-2081-5.
- 1976 - El oro español en la Guerra Civil. Vol. 37, Instituto de Estudios Fiscales, ISBN 84-7196-009-5.
- 1977 - La Alemania nazi y el 18 de julio. (edición revisada y actualizada). Alianza Editorial, Madrid. ISBN 978-84-206-2081-7 ISBN 84-206-2081-5.
- 1979 - Política comercial exterior en España, 1931-1975 (con otros autores), Vol II, Banco Exterior de España, ISBN 84-300-1607-4.
- 1979 - El oro de Moscú: Alfa y Omega de un mito franquista. Edit. Grijalbo, Barcelona. ISBN 84-253-1139-X.
- 1980 - La administración de la política económica exterior en España, 1936-1979, I.C.E., 544 págs.
- 1981 - Los pactos secretos de Franco con los Estados Unidos: bases, ayuda económica, recortes de soberanía, Grijalbo, ISBN 978-84-253-1342-4.
- 1982 - Política económica en España (con otros autores), Universidad Internacional Menéndez Pelayo, ISBN 978-84-600-2837-6.
- 1984 - Guerra, dinero, dictadura: ayuda fascista y autarquía en la España de Franco. Edit. Crítica, ISBN 84-7423-232-5.
- 1984 - Armas y economía: ensayo sobre dimensiones económicas del gasto militar. Edit. Fontamara, ISBN 84-7367-166-X.
- 1985 - La no proliferación de armas nucleares, (con Jozef Goldblat) FEPRI, ISBN 978-84-398-5221-6.
- 1989 - La guerra civil española, cincuenta años después (con otros autores), Labor, -traducida al alemán, Suhrkamp, ISBN 3-518-11401-8.
- 1998 - Franco acorralado: la reconstrucción de Europa (con Solé Mariño, José María y Carandell, José María), Historia 16, ISBN 978-84-7679-390-9.
- 2001 - Franco, Hitler y el estallido de la Guerra Civil: Antecedentes y consecuencias. Alianza Editorial, Madrid. ISBN 84-206-6765-X.
- 2003 - En las garras del águila: los pactos con Estados Unidos de Francisco Franco a Felipe González, 1945-1995, Editorial Crítica, ISBN 978-84-8432-477-5
- 2005 - Al servicio de Europa: innovación y crisis en la Comisión Europea, Editorial Complutense, ISBN 978-84-7491-778-9
- 2006 - Las políticas comunitarias, una visión interna (con otros autores), Ministerio de Industria, Turismo y Comercio de España, ISBN 978-84-96275-38-6.

Trilogía sobre la Segunda República Española
- 2006 - La soledad de la República: El abandono de las democracias y el viraje hacia la Unión Soviética, Crítica, ISBN 84-8432-795-7.
- 2007 - El escudo de la República: el oro de España, la apuesta soviética y los hechos de mayo de 1937, Crítica, ISBN 978-84-8432-892-6.
- 2008 - El honor de la República: entre el acoso fascista, la hostilidad británica y la política de Stalin, Crítica, ISBN 978-84-7423-765-8.

- 2009 - Desplome de la República: La verdadera historia del final de la Guerra Civil (con Fernando Hernández Sánchez), Crítica, ISBN 978-84-9892-031-4.[12]
- 2010 - Al servicio de la República: Diplomáticos y Guerra Civil (varios autores; dir. Ángel Viñas), Marcial Pons, ISBN 978-84-92820-18-4.
- 2011 - La conspiración del general Franco y otras revelaciones acerca de una guerra civil desfigurada, Crítica. ISBN 978-84-9892-336-0, segunda edición revisada y actualizada en 2012, ISBN 978-84-9892-336-0)
- 2012 - La República en guerra: Contra Franco, Hitler, Mussolini y la hostilidad británica, Crítica, ISBN 978-84-9892-337-7
- 2012 - Capítulos: Los apoyos exteriores, palancas de la victoria y la derrota, El plan de estabilización y liberalización. De la suspensión de pagos al mito, en En el combate por la Historia: La República, la guerra Civil, el franquismo (varios autores; ed. Ángel Viñas), Pasado y Presente.
- 2013 - Capítulo: La connivencia fascista con la conspiración y otros éxitos de la trama civil, en Francisco Sánchez Pérez (coord.), Los mitos del 18 de julio, Crítica. ISBN 978-84-9892-475-6
- 2013 - Capítulo: El fallido intento de exonerar al alto mando franquista. La agónica metodología de un general de división en el Ejército del Aire, en Herbert R. Southworth La destrucción de Guernica. Periodismo, diplomacia, propaganda e historia, Comares, ISBN 978-84-9045-032-1, pp. 585-700.
- 2013 - Las armas y el oro. Palancas de la guerra, mitos del franquismo, Pasado&Presente, ISBN 978-84-941008-3-3
- 2015 - La otra cara del Caudillo. Mitos y realidades en la biografía de Franco, Crítica, ISBN 978-84-9892-863-1.
- 2016 - Sobornos. De cómo Churchill y March compraron a los generales de Franco, Crítica, ISBN 978-84-1677-101-1
- 2018 - Capítulo: América Latina y la ampliación a doce de la entonces Comunidad Europea, en David Jorge (coord.): Tan lejos, tan cerca: Miradas contemporáneas entre España y América Latina, Tirant lo Blanch. ISBN 978-84-17069-95-7
- 2018 -  El Primer asesinato de Franco: la muerte del general Balmes y el inicio de la sublevación, (Coautores, Miguel Ull Laita y Cecilio Yusta Viñas), Barcelona, Crítica, 2018, 652 pp. ISBN 9788417067540
- 2019 -  ¿Quién quiso la guerra civil?, Barcelona, Crítica, 2019, ISBN  8491990909
- 2021 - El gran error de la República, Barcelona, Crítica, 2021. ISBN  9788491992769
- 2023 - Oro, guerra, diplomacia. La República española en tiempos de Stalin, Barcelona, Crítica, 2023. ISBN  9788491994862

Como editor
- 1978 - Dominación y dependencia en la economía internacional: Lecturas seleccionadas (Ángel Viñas, sel. edi. y prol.). Secretaría General Técnica del Ministerio de Comercio y Turismo, ISBN 84-7415-060-4.
- 2008 - Antonio Cordón, Trayectoria. Recuerdos de un artillero, Renacimiento, ISBN 978-84-96956-18-6.[13]
- 2010 - Pablo de Azcárate, En defensa de la República: con Negrín en el exilio, Crítica, ISBN 9788498921403.
- 2012 - En el combate por la Historia: La República, la guerra Civil, el franquismo (varios autores; ed. Ángel Viñas), Pasado y Presente.
- 2013 - Herbert Southworth, La destrucción de Guernica. Periodismo, diplomacia, propaganda e historia, Comares, ISBN 9788490450321
- 2014 - Francisco Serrat y Bonastre, Salamanca, 1936: Memorias del primer 'ministro' de Asuntos Exteriores de Franco, Crítica.
- 2014 -  Bibliografía sobre la guerra civil española, número monográfico de STUDIA HISTORICA. HISTORIA CONTEMPORÁNEA, vol. 32, ISSN 0213-2087 CDU 94
- 2015 -  Sin respeto por la historia. Una biografía de Franco manipuladora, número extraordinario de HISPANIA NOVA, ISSN 1138-7319
- 2020 - Luces sobre un pasado deformado . La guerra civil ochenta años después (con Juan Andrés Blanco y Jesús A. Martínez), Marcial Pons, ISBN 978-84-17945-21-3.

Ha participado en unas 120 obras colectivas  y escrito más de 200 artículos en revistas académicas y de divulgación en varios idiomas.

Sobre Ángel Viñas
- 2014 - Mario Amorós: 75 años después: Las claves de la Guerra Civil Española. Conversación con Ángel Viñas, Ediciones B. ISBN  978-8466654470.
- 2018 - Pedro Carlos González Cuevas: Ángel Viñas Martín: Una forma de hacer historia, Kosmos-polis.